# 約翰異胎䲁
約翰異胎䲁（學名：Heteroclinus johnstoni），為輻鰭魚綱䲁形目胎䲁科異胎䲁屬的一個種，此種名是為了紀念統計學家和科學家羅伯特·麥肯齊·約翰斯頓（1843-1918），分布於印度西太平洋澳洲南部海域，深度0至50公尺，本魚體延長，眼眶上方及鼻孔有寬的分支觸鬚，體有斑駁的棕色至紅色, 身體上有不規則的條紋，延伸到背鰭和臀鰭，每個條紋都圍繞著背部的一個大黑點，從眼睛延伸到臉頰有一白色斑塊，體長可達40公分，棲息在海草生長的礁石區，雌魚產附著性卵，雄魚會守護卵，幼魚為浮游性，生活習性不明。